# Ballbreaker World Tour
Ballbreaker World Tour bylo koncertní turné australské hardrockové skupiny AC/DC, které sloužilo jako propagace studiového alba Ballbreaker. Jednalo se o první turné skupiny od roku 1982 na kterém vystupoval navrátivší se bubeník Phil Rudd. V rámci turné skupina poprvé vystoupila v Česku, a to v pražské sportovní hale, kam dorazilo asi 10 000 diváků.

## Setlist
1. "Back in Black"
2. "Shot Down in Flames"
3. "Thunderstruck"
4. "Girls Got Rhythm"
5. "Shoot to Thrill"
6. "Hard as a Rock"
7. "Boogie Man"
8. "Hells Bells"
9. "Dog Eat Dog"
10. "The Jack"
11. "Ballbreaker"
12. "Hail Caesar"
13. "Rock and Roll Ain't Noise Pollution"
14. "Dirty Deeds Done Dirt Cheap"
15. "You Shook Me All Night Long"
16. "Whole Lotta Rosie"
17. "T.N.T."
18. "Let There Be Rock"

Přídavek:
1. "Highway to Hell"
2. "For Those About to Rock (We Salute You)"

## Sestava
AC/DC
- Brian Johnson – (zpěv)
- Angus Young – (sólová kytara)
- Malcolm Young – (doprovodná kytara, doprovodné vokály)
- Cliff Williams – (baskytara, doprovodné vokály)
- Phil Rudd – (bicí)

## Turné v datech
| Datum              | Město                 | Stát            | Místo                                    | Prodej vstupenek | Výdělek         |
| Severní Amerika    | Severní Amerika       | Severní Amerika | Severní Amerika                          | Severní Amerika  | Severní Amerika |
| ------------------ | --------------------- | --------------- | ---------------------------------------- | ---------------- | --------------- |
| 12. ledna 1996     | Greensboro            | Spojené státy   | Greensboro Coliseum                      | 15,899 / 15,899  | $375,487        |
| 13. ledna 1996     | Charlotte             | Spojené státy   | Charlotte Coliseum                       | 15,870 / 15,870  | $387,982        |
| 15. ledna 1996     | Columbia              | Spojené státy   | Carolina Coliseum                        | -                | -               |
| 17. ledna 1996     | Memphis               | Spojené státy   | Pyramid Arena                            | 16,463 / 16,463  | $356,992        |
| 18. ledna 1996     | Birmingam             | Spojené státy   | BJCC Arena                               | -                | -               |
| 20. ledna 1996     | St. Petersburg        | Spojené státy   | Thunderdome                              | -                | -               |
| 21. ledna 1996     | Miami                 | Spojené státy   | Miami Arena                              | -                | -               |
| 22. ledna 1996     | Daytona Beach         | Spojené státy   | Ocean Center                             | -                | -               |
| 23. ledna 1996     | Atlanta               | Spojené státy   | The Omni                                 | 12,994 / 12,994  | $331,347        |
| 25. ledna 1996     | Houston               | Spojené státy   | The Summit                               | 13,433 / 13,433  | $315,975        |
| 26. ledna 1996     | Austin                | Spojené státy   | Frank Erwin Center                       | -                | -               |
| 27. ledna 1996     | San Antonio           | Spojené státy   | Alamodome                                | 15,237 / 15,237  | $361,482        |
| 3. února 1996      | Oakland               | Spojené státy   | Oakland-Alameda County Coliseum Arena    | -                | -               |
| 4. února 1996      | San José              | Spojené státy   | San Jose Arena                           | -                | -               |
| 5. února 1996      | Sacramento            | Spojené státy   | ARCO Arena                               | -                | -               |
| 7. února 1996      | Portland              | Spojené státy   | Rose Garden Arena                        | 15,626 / 19,000  | $355,740        |
| 8. února 1996      | Vancouver             | Kanada          | General Motors Place                     | -                | -               |
| 9. února 1996      | Vancouver             | Kanada          | General Motors Place                     | -                | -               |
| 10. února 1996     | Tacoma                | Spojené státy   | Tacoma Dome                              | 19,397 / 19,397  | $443,469        |
| 12. února 1996     | San Diego             | Spojené státy   | San Diego Sports Arena                   | -                | -               |
| 13. února 1996     | Anaheim               | Spojené státy   | Arrowhead Pond                           | 10,503 / 18,000  | $241,742        |
| 14. února 1996     | Phoenix               | Spojené státy   | America West Arena                       | 12,737 / 12,737  | $314,109        |
| 16. února 1996     | Mexico City           | Mexiko          | Palacio de los Deportes                  | 29,304 / 31,218  | $595,105        |
| 17. února 1996     | Mexico City           | Mexiko          | Palacio de los Deportes                  | 29,304 / 31,218  | $595,105        |
| 21. února 1996     | Inglewood             | Spojené státy   | Great Western Forum                      | -                | -               |
| Severní Amerika    |                       |                 |                                          |                  |                 |
| 2. března 1996     | Minneapolis           | Spojené státy   | Target Center                            | 15,010 / 15,010  | $367,745        |
| 3. března 1996     | Rockford              | Spojené státy   | Rockford MetroCentre                     | -                | -               |
| 5. března 1996     | Milwaukee             | Spojené státy   | Bradley Center                           | -                | -               |
| 7. března 1996     | Indianapolis          | Spojené státy   | Market Square Arena                      | -                | -               |
| 8. března 1996     | Evansville            | Spojené státy   | Roberts Municipal Stadium                | -                | -               |
| 9. března 1996     | Chicago               | Spojené státy   | United Center                            | 15,725 / 15,725  | $391,125        |
| 11. března 1996    | Louisville            | Spojené státy   | Freedom Hall                             | 16,404 / 16,404  | $390,138        |
| 13. března 1996    | Landover              | Spojené státy   | USAir Arena                              | -                | -               |
| 14. března 1996    | Filadelfie            | Spojené státy   | The Spectrum                             | -                | -               |
| 15. března 1996    | New York City         | Spojené státy   | Madison Square Garden                    | -                | -               |
| 17. března 1996    | East Rutherford       | Spojené státy   | Continental Airlines Arena               | -                | -               |
| 18. března 1996    | Portland              | Spojené státy   | Cumberland County Civic Center           | -                | -               |
| 19. března 1996    | Boston                | Spojené státy   | FleetCenter                              | 15,033 / 15,033  | $428,441        |
| 21. března 1996    | Montréal              | Kanada          | Montreal Forum                           | -                | -               |
| 23. března 1996    | Toronto               | Kanada          | SkyDome                                  | -                | -               |
| 24. března 1996    | Fairborn              | Spojené státy   | Ervin J. Nutter Center                   | -                | -               |
| 25. března 1996    | Pittsburgh            | Spojené státy   | Pittsburgh Civic Arena                   | -                | -               |
| 27. března 1996    | Auburn Hills          | Spojené státy   | The Palace of Auburn Hills               | 32,887 / 32,887  | $822,175        |
| 28. března 1996    | Auburn Hills          | Spojené státy   | The Palace of Auburn Hills               | 32,887 / 32,887  | $822,175        |
| 30. března 1996    | Cleveland             | Spojené státy   | Gund Arena                               | 35,082 / 35,082  | $860,430        |
| 31. března 1996    | Cleveland             | Spojené státy   | Gund Arena                               | 35,082 / 35,082  | $860,430        |
| 1. dubna 1996      | St. Louis             | Spojené státy   | Kiel Center                              | -                | -               |
| 2. dubna 1996      | Kansas City           | Spojené státy   | Kemper Arena                             | -                | -               |
| 4. dubna 1996      | Dallas                | Spojené státy   | Reunion Arena                            | 15,671 / 15,671  | $352,515        |
| Evropa             |                       |                 |                                          |                  |                 |
| 20. dubna 1996     | Oslo                  | Norsko          | Oslo Spektrum                            | -                | -               |
| 21. dubna 1996     | Stockholm             | Švédsko         | Globen Arena (dnes Avicii Arena)         | -                | -               |
| 23. dubna 1996     | Helsinky              | Finsko          | Helsinki Ice Hall                        | -                | -               |
| 25. dubna 1996     | Kodaň                 | Dánsko          | Forum Copenhagen                         | -                | -               |
| 26. dubna 1996     | Göteborg              | Švédsko         | Scandinavium                             | -                | -               |
| 29. dubna 1996     | Kiel                  | Německo         | Ostseehalle                              | -                | -               |
| 30. dubna 1996     | Berlín                | Německo         | Deutschlandhalle                         | -                | -               |
| 1. května 1996     | Lipsko                | Německo         | Messehalle                               | -                | -               |
| 3. května 1996     | Utrecht               | Nizozemsko      | Prins Van Oranjehal                      | -                | -               |
| 4. května 1996     | Frankfurt nad Mohanem | Německo         | Festhalle Frankfurt                      | -                | -               |
| 5. května 1996     | Frankfurt nad Mohanem | Německo         | Festhalle Frankfurt                      | -                | -               |
| 7. května 1996     | Dortmund              | Německo         | Westfalenhalle                           | -                | -               |
| 8. května 1996     | Dortmund              | Německo         | Westfalenhalle                           | -                | -               |
| 10. května 1996    | Stuttgart             | Německo         | Schleyerhalle                            | -                | -               |
| 11. května 1996    | Curych                | Švýcarsko       | Hallenstadion                            | -                | -               |
| 12. května 1996    | Ženeva                | Švýcarsko       | Geneva Arena                             | -                | -               |
| 14. května 1996    | Bolzano               | Itálie          | PalaOnda                                 | -                | -               |
| 15. května 1996    | Bologna               | Itálie          | PalaDozza                                | -                | -               |
| 16. května 1996    | Řím                   | Itálie          | PalaLottomatica                          | -                | -               |
| 17. května 1996    | Milán                 | Itálie          | Filaforum                                | -                | -               |
| 19. května 1996    | Vídeň                 | Rakousko        | Wiener Stadthalle                        | -                | -               |
| 21. května 1996    | Mannheim              | Německo         | Maimarkthalle                            | -                | -               |
| 22. května 1996    | Mannheim              | Německo         | Maimarkthalle                            | -                | -               |
| 23. května 1996    | Liévin                | Francie         | Stade Couvert Régional                   | -                | -               |
| 24. května 1996    | Paříž                 | Francie         | Palais Omnisports de Paris-Bercy         | -                | -               |
| 25. května 1996    | Paříž                 | Francie         | Palais Omnisports de Paris-Bercy         | -                | -               |
| 27. května 1996    | Mnichov               | Německo         | Olympiahalle                             | -                | -               |
| 28. května 1996    | Mnichov               | Německo         | Olympiahalle                             | -                | -               |
| 29. května 1996    | Praha                 | Česko           | Tipsport arena                           | -                | -               |
| 1. června 1996     | Glasgow               | Skotsko         | SECC Arena                               | -                | -               |
| 2. června 1996     | Aberdeen              | Skotsko         | AECC Arena                               | -                | -               |
| 3. června 1996     | Newcastle             | Anglie          | Newcastle Arena                          | -                | -               |
| Evropa             |                       |                 |                                          |                  |                 |
| 17. června 1996    | Birmingham            | Anglie          | NEC Arena                                | -                | -               |
| 19. června 1996    | Manchester            | Anglie          | MEN Arena                                | -                | -               |
| 21. června 1996    | Londýn                | Anglie          | Wembley Arena                            | -                | -               |
| 22. června 1996    | Londýn                | Anglie          | Wembley Arena                            | -                | -               |
| 26. června 1996    | Dublin                | Irsko           | Point Theatre                            | -                | -               |
| 28. června 1996    | Gent                  | Belgie          | Flanders Expo                            | -                | -               |
| 29. června 1996    | Nancy                 | Francie         | Zénith de Nancy                          | -                | -               |
| 30. června 1996    | Lyon                  | Francie         | Halle Tony Garnier                       | -                | -               |
| 2. července 1996   | Barcelona             | Španělsko       | Palau Sant Jordi                         | -                | -               |
| 3. července 1996   | Barcelona             | Španělsko       | Palau Sant Jordi                         | -                | -               |
| 6. července 1996   | Lisabon               | Portugalsko     | Estádio do Restelo                       | -                | -               |
| 9. července 1996   | Madrid                | Španělsko       | Plaza de Toros de Las Ventas             | -                | -               |
| 10. července 1996  | Madrid                | Španělsko       | Plaza de Toros de Las Ventas             | -                | -               |
| 11. července 1996  | Madrid                | Španělsko       | Plaza de Toros de Las Ventas             | -                | -               |
| 13. července 1996  | Bordeaux              | Francie         | Parc des Expositions                     | -                | -               |
| Severní Amerika    |                       |                 |                                          |                  |                 |
| 1. srpna 1996      | Wantagh               | Spojené státy   | Jones Beach Amphitheater                 | -                | -               |
| 2. srpna 1996      | Hartford              | Spojené státy   | Meadows Music Theater                    | -                | -               |
| 3. srpna 1996      | Buffalo               | Spojené státy   | Buffalo Memorial Auditorium              | -                | -               |
| 6. srpna 1996      | Winnipeg              | Kanada          | Winnipeg Arena                           | -                | -               |
| 8. srpna 1996      | Edmonton              | Kanada          | Northlands Coliseum                      | -                | -               |
| 10. srpna 1996     | Calgary               | Kanada          | Olympic Saddledome                       | -                | -               |
| 12. srpna 1996     | Seattle               | Spojené státy   | KeyArena                                 | -                | -               |
| 13. srpna 1996     | Portland              | Spojené státy   | Rose Garden Arena                        | -                | -               |
| 15. srpna 1996     | Mountain View         | Spojené státy   | Shoreline Amphitheatre                   | -                | -               |
| 16. srpna 1996     | Paradise              | Spojené státy   | Shoreline Amphitheatre                   | -                | -               |
| 17. srpna 1996     | Irvine                | Spojené státy   | Irvine Meadows Amphitheatre              | -                | -               |
| 19. srpna 1996     | Denver                | Spojené státy   | McNichols Sports Arena                   | -                | -               |
| 21. srpna 1996     | St. Louis             | Spojené státy   | Riverport Amphitheater                   | -                | -               |
| 22. srpna 1996     | Oklahama City         | Spojené státy   | Myriad Convention Center                 | -                | -               |
| 24. srpna 1996     | New Orleans           | Spojené státy   | Lakefront Arena                          | -                | -               |
| 26. srpna 1996     | Murfreesboro          | Spojené státy   | Murphy Center                            | -                | -               |
| 27. srpna 1996     | Lexington             | Spojené státy   | Rupp Arena                               | -                | -               |
| 28. srpna 1996     | Knoxville             | Spojené státy   | Thompson–Boling Arena                    | -                | -               |
| 30. srpna 1996     | West Palm Beach       | Spojené státy   | Coral Sky Amphitheater                   | -                | -               |
| 31. srpna 1996     | Jacksonville          | Spojené státy   | Jacksonville Coliseum                    | -                | -               |
| 1. září 1996       | North Charleston      | Spojené státy   | North Charleston Coliseum                | -                | -               |
| 3. září 1996       | Winston-Salem         | Spojené státy   | Lawrence Joel Veterans Memorial Coliseum | -                | -               |
| 6. září 1996       | Filadelfie            | Spojené státy   | The Spectrum                             | -                | -               |
| 7. září 1996       | Albany                | Spojené státy   | Knickerbocker Arena                      | -                | -               |
| 8. září 1996       | Worchester            | Spojené státy   | Worcester Centrum                        | -                | -               |
| 10. září 1996      | Charleston            | Spojené státy   | Charleston Civic Center                  | -                | -               |
| 12. září 1996      | Cincinnati            | Spojené státy   | Riverbend Music Center                   | -                | -               |
| 13. září 1996      | Columbus              | Spojené státy   | Polaris Amphitheater                     | -                | -               |
| 14. září 1996      | Tinley Park           | Spojené státy   | New World Music Theater                  | -                | -               |
| Jižní Amerika      |                       |                 |                                          |                  |                 |
| 11. října 1996     | Curitiba              | Brazílie        | Pedreira Paulo Leminski                  | -                | -               |
| 12. října 1996     | São Paulo             | Brazílie        | Estádio do Pacaembu                      | -                | -               |
| 18. října 1996     | Buenos Aires          | Argentina       | River Plate Stadium                      | -                | -               |
| 19. října 1996     | Buenos Aires          | Argentina       | River Plate Stadium                      | -                | -               |
| 22. října 1996     | Santiago              | Chile           | Estadio Nacional de Chile                | -                | -               |
| Oceánie            |                       |                 |                                          |                  |                 |
| 2. listopadu 1996  | Perth                 | Austrálie       | Burswood Dome                            | -                | -               |
| 5. listopadu 1996  | Adelaide              | Austrálie       | Adelaide Entertainment Centre            | -                | -               |
| 7. listopadu 1996  | Melbourne             | Austrálie       | Rod Laver Arena                          | -                | -               |
| 8. listopadu 1996  | Melbourne             | Austrálie       | Rod Laver Arena                          | -                | -               |
| 9. listopadu 1996  | Melbourne             | Austrálie       | Rod Laver Arena                          | -                | -               |
| 11. listopadu 1996 | Brisbane              | Austrálie       | Brisbane Entertainment Centre            | -                | -               |
| 13. listopadu 1996 | Sydney                | Austrálie       | Sydney Entertainment Centre              | -                | -               |
| 14. listopadu 1996 | Sydney                | Austrálie       | Sydney Entertainment Centre              | -                | -               |
| 15. listopadu 1996 | Sydney                | Austrálie       | Sydney Entertainment Centre              | -                | -               |
| 17. listopadu 1996 | Sydney                | Austrálie       | Sydney Entertainment Centre              | -                | -               |
| 18. listopadu 1996 | Brisbane              | Austrálie       | Brisbane Entertainment Centre            | -                | -               |
| 21. listopadu 1996 | Darwin                | Austrálie       | Marrara Oval                             | -                | -               |
| 24. listopadu 1996 | Cairns                | Austrálie       | Cairns Showgrounds                       | -                | -               |
| 27. listopadu 1996 | Auckland              | Nový Zéland     | Ericsson Stadium                         | -                | -               |
| 30. listopadu 1996 | Christchurch          | Nový Zéland     | Queen Elizabeth II Park                  | -                | -               |